# Savior (canción de Rise Against)
Savior es una canción de la banda de rock estadounidense Rise Against, incluida en su quinto álbum de estudio Appeal to Reason (2008). En contraste con los temas sociales y políticos que normalmente se tratan en las canciones de Rise Against, "Savior" trata sobre el perdón y las relaciones rotas. Es una canción de punk rock, con un "ritmo frenético" que John Hanson de Sputnikmusic describió como una reminiscencia de las pistas del álbum Revolutions per Minute de 2003 de la banda. Fue lanzado como tercer sencillo de Appeal to Reason el 3 de junio de 2009.
"Savior" fue bien recibido por los críticos, con elogios por sus letras. Sigue siendo uno de los sencillos más exitosos comercialmente de la banda hasta la fecha. Alcanzó el número tres en las listas de música Hot Rock Songs y Alternative Songs, y se convirtió en el poseedor del récord de la mayor cantidad de semanas consecutivas pasadas en la última lista con sesenta y cinco semanas El video musical que lo acompaña muestra a actores con disfraces de animales participando en un mosh pit.

## Composición
Savior es una canción de punk rock, y fue descrita por Aaron Burgess de The A.V. Club como un "himno uptempo". La composición de la canción está escrita en el compás del tiempo común, con un tempo de 94 latidos por minuto. Sigue la forma de verso-coro, y está compuesto en la clave F menor, con una melodía que abarca un rango tonal de Mi ♭ 4 a C6. John Hanson de Sputnikmusic señaló que la canción tenía un "ritmo frenético", que recordaba a muchas de las pistas del álbum Revolutions per Minute de 2003 de la banda. Líricamente, "Savior" se desvía de los temas sociales y políticos que normalmente se tratan en las canciones de Rise Against y, en cambio, trata sobre el perdón y las relaciones rotas. Cuenta la historia de una pareja que se ha separado recientemente. Los dos intentan reconciliar sus diferencias, con frases como "No te odio, chico / Solo quiero salvarte mientras todavía queda algo por salvar". Los críticos han caracterizado la letra como "conmovedora" y "poética". El vocalista principal Tim McIlrath escribió la letra. Mientras escribe la letra de las canciones de Rise Against, McIlrath a menudo canta palabras sin sentido sobre melodías completas, con el fin de identificar el tono lírico que eventualmente transmitirá cada canción. Para "Savior", McIlrath comentó que, si bien cantaba principalmente galimatías, siempre se encontraba cantando la línea "No te odio". McIlrath utilizó esta línea como base para construir las letras y los temas presentes en "Savior". En una entrevista de 2014, McIlrath comentó cómo había votado originalmente para cortar la canción de Appeal to Reason, pero finalmente fue anulada.

## Liberación y recepción
Savior fue lanzado el 3 de junio de 2009, como el tercer y último sencillo del quinto álbum de Rise Against, Appeal to Reason. Sigue siendo uno de los sencillos más exitosos de la banda hasta la fecha y pasó una cantidad considerable de tiempo en varias listas de música de Billboard. Llegando al número dos en la lista Bubbling Under Hot 100 Singles, pasó treinta y seis semanas en la lista, la cuarta mayor cantidad de tiempo para cualquier canción en la lista. "Savior" alcanzó el puesto número tres tanto en Hot Rock Canciones y listas de canciones alternativas, y es el ex poseedor del récord de la mayor cantidad de tiempo dedicado a la lista de canciones alternativas con sesenta y cinco semanas. También mantuvo el récord de longevidad en la lista de canciones de Hot Rock con sesenta y tres semanas, antes "Sail" de Awolnation rompió el récord al pasar noventa y seis semanas. "Savior" fue certificado platino por la Recording Industry Association of America, lo que denota envíos de 1,000,000 de copias. En Canadá, la canción alcanzó el número sesenta y ocho en el Canadian Hot 100. Savior fue bien recibido por la crítica. Hanson y Davey Boy de Sputnikmusic elogiaron la canción; Hanson la describió como "una de las canciones más inspiradas que [Rise Against] ha escrito hasta la fecha", mientras que Boy escribió que Savior ve que absolutamente todo se combina perfectamente para hacer una canción increíble". Burgess sintió que "Savior" era una de las tres canciones de Appeal to Reason que "satisfaría a cualquiera que aún se sienta incómodo con las aspiraciones de radio de Rise Against". Bob Hoose de Plugged In elogió las letras positivas y esperanzadoras.